# Comté de Columbia (Wisconsin)
Pour les articles homonymes, voir Comté de Columbia.
Le comté de Columbia est un comté situé dans l'État du Wisconsin aux États-Unis. Son siège est Portage. Selon le recensement de 2000, sa population était de 52 468 habitants.

## Comtés limitrophes
| Nord-Ouest : Comté de Juneau & Comté d'Adams | Nord : Comté de Marquette | Nord-Est : Comté de Green Lake |
| Ouest : Comté de Sauk                        | Comté de Columbia         | Est: Comté de Dodge            |
|                                              | Sud : Comté de Dane       |                                |